# Empresa Nacional Minera del Ecuador
ENAMI EP (Empresa Nacional Minera del Ecuador), est une société minière publique équatorienne dont le siège est basé à Quito.
ENAMI EP est parfois plus simplement dénommé ENAMI, alors à pas confondre avec l'ENAMI (son équivalent chilien).

## Histoire
ENAMI EP est une entreprise récemment créée par le gouvernement équatorien, en 2010, par un décret signé par le président de l'Équateur, Rafael Correa, qui en prenant le contrepied du gouvernement précédent (qui avait lui suspendu toutes les concessions minières) souhaitait, avec l'aide de la Banque mondiale faire de son pays une puissance minière, alors que jusque-là, l'extraction se faisait dans le pays « exclusivement par des mineurs artisanaux et quelques sociétés privées », et très souvent illégalement (orpaillage illégal qui selon le ministère de l'Environnement (en 2014) a causé de graves dégâts environnementaux (pollution par le mercure notamment), qui demanderait à l'État plus de 385 millions de dollars, rien que pour remédier aux dommages environnementaux.
En 2012, Enami EP est encore très marginal dans le monde minier, mais a produit 50 kg d'or en aux an, soit un revenu de 2,4 millions de dollars, versé à la Banque centrale de l'Équateur (BCE).
En 2013, l'entreprise est naturellement présente au salon VI « Expominas » 2013 qui se tient à Quito.
En 2014, l'entreprise, par la voix de son directeur de l'époque (Fabián Rueda) affirme prévoir le quadruplement dans l'année de l'exploitation de l'or dans le pays et d'ouvrir de nouveaux fronts miniers grâce à son association avec le géant minier chilien Codelco (alors leader mondial pour l'extraction de minerai de cuivre, qui est en « phase d'octroi de licence » pour un projet d'exploitation de cuivre dans la province d'Imbabura, dans la région de Yurimahua), en partant du principe précise-t-elle « que nous avons appris à faire de l'exploitation minière responsable » ; 11 projets sont en en phase d'exploration (dont les résultats sont annoncés pour 2017) visant « à évaluer des gisements de cuivre, molybdène, calcaire et sables aurifères ». Selon le responsable de l'ENAMI EP devant la presse : ces projets « doivent être soumis à des normes strictes de protection de l'environnement, de sécurité industrielle et bénéficier aux communautés ». Selon Fabián Rueda en 2014 : l'entreprise a éliminé l'utilisation de mercure dans l'extraction de l'or, mais l'orpaillage illégal se poursuit. 
ENAMI EP a développé un partenariat avec la société chilienne Codelco pour exploiter plusieurs gisements de cuivre.
En 2016-2017, des centaines de nouvelles concessions sont créés par le gouvernement, dont la quasi-totalité a été offerte à bas coûts à des entreprises étrangère. 
Mais seules deux concessions conjointes : Río Magdalena 01 et Río Magdalena 02, situées dans le nord-ouest du pays, très peu accessible (ni route ni fleuve en 2020, ce qui a permis la protection d'un écosystème exceptionnellement riche, puisque les écologues parlent de mégabiodiversité pour le qualifier) dans la paroisse de García Moreno, dans le canton de Cotacachi, dans la province d'Imbabura sont propriété de l'ENAMI EP. Pour les exploiter le gouvernement a créé un partenariat stratégique avec la filiale locale (Cornerstone Ecuador S.A, dite CESA) d'une entreprise minière canadienne : Cornerstone Resources (ou Cornerstone Capital Resources Inc.). 
De 2016 à 2020 le partenariat s'est préparé et des activités de prospection minière ont été engagées sur le terrain dans les 4 mois ayant suivi l'attribution des deux concessions pour préparer « le développement futur d'un projet minier ».
En 2020, outre trois grands projets stratégiques, le pays compte 275 concessions accordées par le gouvernement via des appels à projets ou enchères. Et 6 559 droits sont inscrits au cadastre minier. En avril 2020, le gouvernement affirme que l'activité minière industrielle (et ses « projets stratégiques ») et artisanale fournit environ 32 000 emplois dans le pays.

## Gouvernance
En 2020, l'entreprise est gérée par un conseil d'administration composé de :
- Andrés López Jaramillo (président de la Société de Coordination des Entreprises Publiques),
- Mauricio Pozo Crespo (ministre de l'Économie et des Finances),
- René Ortiz Durán (ministre de l'Énergie et Ressources naturelles non renouvelables),

… représentés à la tête de l'entreprise par Danilo Enrique Icaza Ortiz puis par Rodrigo Aguayo Zambrano, juriste également doté d'un Certificat de programme de développement des cadres (PDD, délivré par l'IDE Business School), nommé directeur général adjoint le 5 décembre 2020. Rodrigo Aguayo Zambrano avait antérieurement travaillé dans le secteur privé comme avocat principal de l'un des grands cabinets d'avocats miniers du pays, et comme consultant pour les sociétés minières. Puis dans le secteur public, il a occupé différents postes dans l'ENAMI EP : analyste juridique, conception d'accords stratégiques, puis directeur général adjoint du ministère des Mines, chargé de la coordination juridique durant la période de fusion, puis au sein du ministère de l'Énergie et des Ressources Naturelles Non Renouvelables comme Directeur Juridique des Mines (unité juridique spécialisée du conseil du cabinet ministériel et du vice-ministère des Mines). Selon son mandant, il doit mettre en œuvre le portefeuille de projets de l'ENAMI EP, conformément à la politique publique minière et à son plan national de développement du secteur minier, et promouvoir une exploitation minière durable, responsable et respectant les bonnes pratiques.

## Controverses, contestations

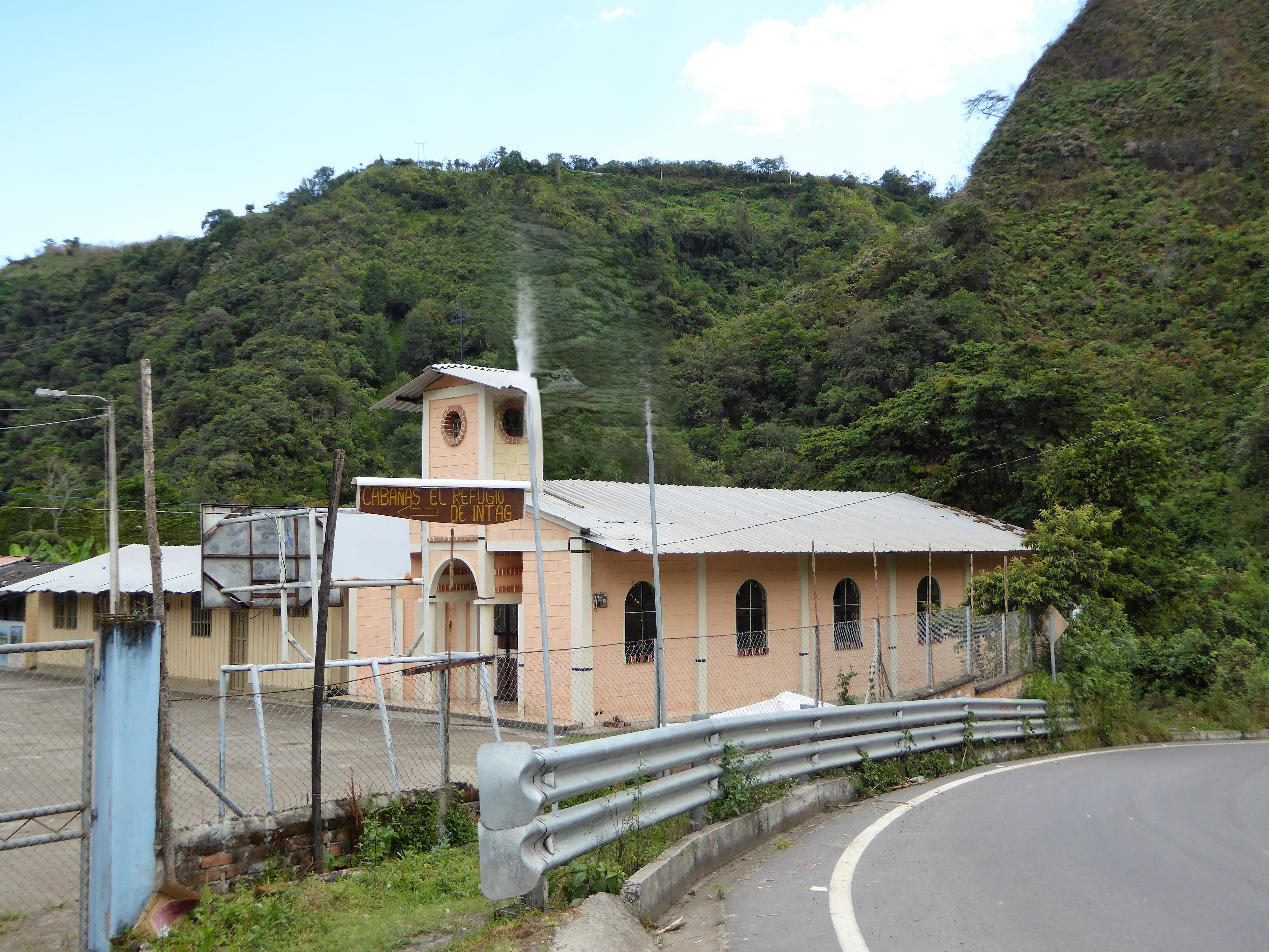
Vue d'une église de l'Intag, avec un panneau indiquant l'accueil des réfugiés, et un autre panneau disant « Non à la mine ». Un conflit oppose dans cette région depuis 1995 les communautés locales à l'industrie minière (conflit notamment illustré par un documentaire « Bajo Suelos Ricos » (« Under Rich Earth ») de Malcolm Rogge, publié en 2008).

Depuis plusieurs décennies, des populations locales se plaignent de violences, violences sexuelle faite aux femmes et de menaces de mort qui leur sont faites par des membres ou envoyés (milices armées parfois) de compagnies minières ou mineurs illégaux. 
Ce type de conflits a été illustré par un documentaire de Malcolm Rogge, intitulé « Bajo Suelos Ricos » (« Under Rich Earth » en version anglophone)montrant la lutte d'une communauté d'habitants de la région d'Intag initiée en 1995 contre l'exploitation minière, après que la société japonaise Bishi Metals à la suite d'une étude exploratoire a produit une étude d'impact environnemental montrant que l'exploitation minière entraînerait inévitablement une déforestation extensive, une contamination de l'eau et une dégradation écopaysagère. En 1997, Bishi Metals a été contraint de partir. Puis en 2002, le groupe canadienne Ascendant Copper (alors pratiquement inconnue, aujourd'hui rebaptisé Copper Mesa) a obtenu cette concession, mais en étant obligé de produire une étude d'impact devant être approuvée par le gouvernement avant le début des travaux miniers, ce qui fut source d'un nouveau conflit cette fois entre Ascendant Copper et Inteños, de 2002 à 2007. Le documentaire a notamment montré le rôle et la position des opposants, confrontés à un groupe de paramilitaires armés cachés dans la forêt des nuages et le rôle des Mineras (habitants pro-miniers de l'Intag, souvent des agriculteurs pauvres espérant une embauche par l'industriel, ou des gens simplement favorablement influencés par les promesses de meilleures routes, d'écoles et d'hôpitaux ; qui parfois coopèrent avec la société minière, en la renseignant sur les activités des écologicás (dénomination donnée aux environnementalistes et aux opposants à la mines craignant par exemple des effets sur leur santé ou celle de leur descendance). Le documentaire laisse penser que la société minière a soudoyé des membres de la communauté pour soutenir ses activités. Le documentariste montre aussi comment le gouvernement local de l'Intag a soutenu la société minière en propageant de fausses accusations contre des dirigeants communautaires, Alors que la police locale se montrait rétive à la médiation lors des conflits. Cependant, le gouvernement, après avoir soutenu l'industriel, a finalement, sous la pression des citoyens et des organisations internationales, révoqué son permis à Ascendant Copper (en 2008).
Le gouvernement a en 2016-2017 secrètement accordé de nombreux nouveaux permis d'exploration dont beaucoup sont sur des sites naturels d'une très haute valeur écologique, et par ailleurs protégés, notamment sur des forêts de protection ; c'est le cas pour les deux concessions de l'ENAMI EP, qui sont entièrement dans le périmètre d'un hot-spot de la biodiversité : la réserve biologique Los Cedros. Le ministère des Mines s'est retrouvé en opposition au ministère de l'Environnement, dont la Direction nationale des forêts a dû s'incliner en omettant d'organiser la consultation publique préalable obligatoire, et en accordant à l'ENAMI EP et à son partenaire canadien un « certificat de viabilité environnementale » à ce projet, en dépit du fait que le territoire abrite de nombreuses espèces rare, endémiques et pour beaucoup vulnérable et très menacées et sachant que le pays a été le premier à inclure les droits de la Nature dans sa Constitution, et que les engagements affichés par le site internet de l'ENAMPI EP incluent le « respect », défini comme « Acceptation des différences qui surgissent dans sa propre estime de soi et reconnaissance de l'existence de l'autre. Chaque personne, chaque communauté et son environnement écologique méritent de notre part la plus haute considération et le plus grand soin, sans exclusions ni discrimination. ». L'organigramme de l'entreprise (tel que consulté le 29 décembre 2020) montre que plusieurs postes sont affectés à l'intégration du développement durable et de l'environnement.
En dépit de vives oppositions des populations autochtone et locales en raison des risques pour leurs ressources en eau et en gibier, pour le risques pour la santé (cf mercure, arsenic, poussières et sédiments et chaine alimentaire enrichies en métaux lourds associées aux activités minières), l'ENAMI EP a lancé une campagne d'exploration minière dans la forêt Los Cedros (protégée). 
Les populations locales ont porté plainte, suscitant une action juridique remontée jusqu'à la Cour constitutionnelle (dont l'avis est attendu pour fin 2020). Les prospecteurs miniers ne se sont néanmoins pas retiré, mais l'ENAMI EP a précisé sur son site internet (en 2020) que jusqu'alors « les activités de prospection, faites exclusivement par observations visuelles, comprennent les activités géophysiques à distance et la collecte manuelle de des échantillons de surface et des sols en quantités non commerciales destinées à des analyses de laboratoire peuvent être effectués librement… ». « De cette manière - ajoute le service de communication de l'entreprise nationale - il est démontré au public qu'il n'y a pas d'illégalité concernant la présence d'entreprises dans le secteur et les travaux qui sont effectués quotidiennement au profit des communautés de la zone d'influence directe qui soutiennent le projet Río Magdalena… ».
En cas d'interférence avec des populations locales pénétrant sur un site minier, le pays dispose d'une Agence de régulation et de contrôle minier (Arcom) qui procède à l'expulsion de ces personnes, mais la société affirme (en avril 2020) privilégier le contact avec les populations locales : « Il y a un contact constant avec les communautés (…) l'entreprise travaille avec les communautés pour éviter ces désagréments ».
Selon Rainforest Rescue, et selon le Rainforest Information Center (basé en Australie) l'ENAMI a commencé à exploiter les réserves de cuivre dans les forêts tropicales y compris dans des forêts protégées, dont dans l'une des forêts protégées les plus riches du monde en biodiversité.